# HMS Princess Royal (1911)
 «Принсесс Ройял» (англ. HMS Princess Royal) (старшая дочь английского короля) — линейный крейсер типа «Лайон» Королевского военно-морского флота Великобритании времён Первой мировой войны. По сравнению со своими предшественниками, линейными крейсерами типа «Индефатигебл», имел более мощное вооружением и бронирование. Принимал активное участие в большинстве крупных операций Королевского флота.
«Принсесс Ройял» участвовала в битве в Гельголандской бухте спустя несколько месяцев после ввода в строй, а затем была послана в Карибское море для противодействия немецкой Восточно-азиатской эскадре, которая хотела пройти через Панамский канал. После того, как эта эскадра была уничтожена в битве возле Фолклендских островов в декабре 1914 года, «Принсесс Ройял» соединилась с 1-й эскадрой линейных крейсеров адмирала Дэвида Битти. Во время битвы у Доггер-банки линейный крейсер добился всего нескольких попаданий, одно из которых повредило крейсер «Блюхер», впоследствии уничтоженный английскими линейными крейсерами. Через пару месяцев «Принсесс Ройял» стала флагманом 1-й эскадры линейных крейсеров под командованием адмирала Осмонда Брока. Она получила небольшие повреждения после Ютландской битвы и через полтора месяца вернулась в строй.
Провела остаток войны в патрулировании Северного моря, и участвовала в огневом прикрытии Второй битвы в Гельголандской бухте в 1917 году. В 1920 году была выведена в резерв и в 1924 году, согласно пунктам Вашингтонского морского договора, продана на металлолом.

## Конструкция

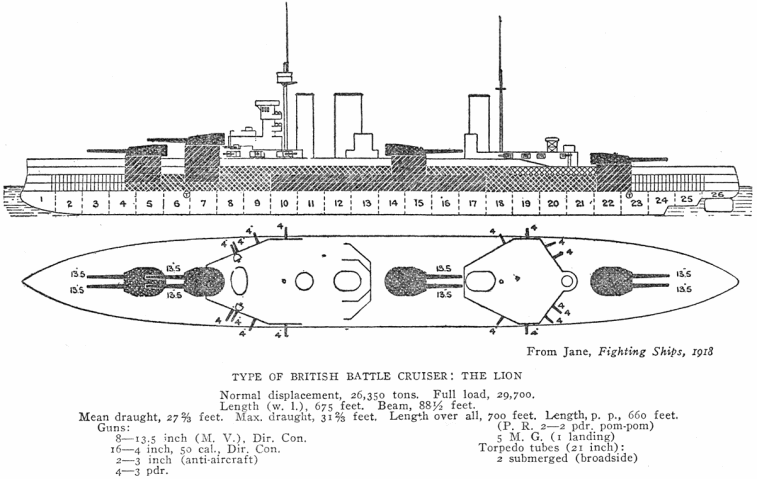
схема левой проекции и плана с верху

«Принцесса» имела общую длину 213,4 метра, наибольшую ширину 27 метров, осадку при полном водоизмещении 32 фута 5 дюймов (9,9 метров). Водоизмещение нормальное 26 270 длинных тонн (26 690 тонн), полное 30 820 длинных тонн (31 310 тонн). Метацентрическая высота 1,8 метра при полной загрузке (с нефтяным топливом).

## Служба

### До войны
Сразу после принятия в строй «Лайон» и «Принсесс Ройял» были приписаны к 1-й эскадре крейсеров, которая в январе 1913 года была переименована в 1-ю эскадру линейных крейсеров (BCS), и «Лайон» стал её флагманом. 1 марта 1913 года к командованию эскадрой приступил адмирал Дэвид Битти, поднявший свой флаг на «Лайоне». В начале 1914 г. соединение в составе «Лайона», «Принсес Ройял», «Куин Мэри» и «Нью Зеланд» направилось в Брест для налаживания взаимодействия английских и французских морских сил в случае войны.
Три месяца спустя эскадра Битти в составе «Лайона», «Принсес Ройял», «Куин Мэри», «Нью Зеланд» и крейсеров «Блонд» и «Боадисия» отправилась в Россию с целью демонстрации морской мощи «владычицы морей» и её непримиримого отношения к Германии в ходе переговоров о развитии и оформлении связей России с Францией и Великобританией. 18 июня 1914 года английские корабли бросили якорь на Ревельском рейде, где пробыли четыре дня и стали бешеной сенсацией у местного населения. После «триумфа англо-русской дружбы» в Ревеле утром 23 июня эскадра бросила якорь на Кронштадтском рейде. Пребывание эскадры в Кронштадте сопровождалось пышными празднествами и приемами. Битти с супругой, супруга Черчилля и командиры кораблей удостоились аудиенции у российского императора в Царском Селе. «Лайон» почтили своим визитом Николай II, Александра Федоровна и великие княжны в сопровождении морского министра И. К. Григоровича. Битти и командиры кораблей посетили Москву. С разрешения Битти линейные крейсера осмотрели русские военно-морские инженеры, представившие своему командованию подробные отчеты. По всей видимости, русские офицеры ожидали увидеть на лучших кораблях союзников нечто совершенно особенное, но поскольку этого не произошло, главным лейтмотивом их отчетов было разочарование. Зато всевозможные «мелочи» удостоились всяческих похвал.
28 июня, когда демонстрация англо-русской дружбы была в самом разгаре, пришло известие об убийстве в Сараево герцога Франца Фердинанда. Битти получил приказ немедленно возвратиться в Англию. Николай II, желая напоследок посмотреть на линейные крейсера во всей их красе, в день отбытия английских кораблей вышел на яхте «Полярная звезда» в море. Эскадра Битти не ударила лицом в грязь — «кошки адмирала Фишера» пронеслись мимо императорской яхты на скорости 28 узлов и, несмотря на полный штиль в Выборгском заливе, разогнали такую волну, что «Полярная звезда» подверглась изрядной качке. Выходившая в это время из Аспэ «Аврора» также попала в эту зыбь, и её команда долгое время терялась в догадках относительно происхождения такого природного феномена.
В июле ситуация в Европе продолжала накаляться. Австро-сербские переговоры окончательно зашли в тупик, и в воздухе запахло войной. 15 июля начался плановый призыв резервистов для укомплектования кораблей британского флота по табелям военного времени. 26 июля Черчилль на свой страх и риск издал приказ об отмене мобилизации. Ранним утром 29 июля 1-й флот, почти целиком состоящий из современных дредноутов, вместе с 4 линейными крейсерами Битти вышел из Портленда и направился в бухту Скапа-Флоу на Оркнейских островах. Во время войны эти корабли стали основной ударной силой Гранд Флита, главной задачей их стало удержание господства в Северном море. Эскадра Битти прибыла в Скапа-Флоу 31 июля, имея в своем составе «Лайон», «Принсесс Ройял», «Нью Зеланд» и «Инвинсибл», вскоре к ним присоединилась «Куин Мэри».

### Ютландская битва

#### Итоги сражения для «Принсесс Ройял»
«Принсесс Ройял» в битве находилась в составе первой эскадры линейных крейсеров и шла третьей в кильватерной колонне 25-узловым ходом. Огонь открыла в 15:51 по «Лютцову», накрыв его третьим залпом. Когда было замечено неправильное целераспределение, из-за которого «Дерфлингер» остался не обстрелянным, «Принсесс Ройял» обстреляла его с дистанции 65 каб., но безрезультатно. «Дерфлингер» открыл огонь по «Принсесс Ройял» и в 16:00 вывел из строя башню центральной наводки системы «Арго» и главный пост управления артиллерийским огнём, но повреждение было исправлено в 16:16. В 16:23, ввиду приближении германских дредноутов, англичане повернули влево, поэтому дальнейшие попадания 305-мм снарядами с «Дерфлингера» происходили в правый борт «Принсесс Ройял».
В 17:17 бой возобновился с предельной дистанции, и снаряды снова стали попадать в «Принсесс Ройял» с дистанции 65-80 каб.
На корабле вспыхнуло несколько пожаров, тушение которых было затруднено отсутствием электрического освещения в помещениях и неисправности пожарной магистрали в районах попаданий снарядов. «Принсесс Ройял» возвратилась на базу 1 июня, была поставлена в ремонт, который закончился 15 июля 1916 года.